# Margaret (magazyn)
Margaret (jap. マーガレット Māgaretto) – japoński dwutygodnik z shōjo-mangą, wydawany nakładem wydawnictwa Shūeisha 5. i 20. dnia każdego miesiąca. W latach 1988–1990 jego tytuł był stylizowany na alfabet łaciński. Od października 2018 cyfrowa wersja każdego wydania jest dostępna tego samego dnia co wydanie drukowane.

## Historia
Magazyn początkowo ukazywał się jako tygodnik Shūkan Margaret (jap. 週刊マーガレット), a jego pierwszy numer opublikowano w kwietniu 1963 roku. Jest to drugi najstarszy aktywny magazyn o mandze wydawnictwa Shūeisha. W 1988 roku zmieniono jego nazwę na Margaret, a częstotliwość wydawania na dwutygodniową. Od tego czasu nowe numery ukazują się 5. i 20. dnia każdego miesiąca.
Kiedy mangi publikowane w Margaret są zbierane w tankōbony, są one wydawane pod imprintem Margaret Comics. Serie z siostrzanego magazynu Bessatsu Margaret również ukazują się pod tym samym imprintem. Inny siostrzany magazyn Margaret, zatytułowany The Margaret, był wydawany kwartalnie aż do jego zamknięcia w 2023 roku.
W 2009 roku nakład wynosił 154 584 egzemplarze. Jednak w 2010 roku spadł do 95 044 egzemplarzy. Wydawca podał, że średni nakład wynosił 16 000 egzemplarzy w lutym 2022 roku i 11 000 w grudniu 2023 roku. Od 2016 roku magazyn jest również publikowany online.
Grupą docelową Margaret są uczennice szkół średnich oraz młode kobiety. Na podstawie ankiety przeprowadzonej przez wydawnictwo Shūeisha w 2023 roku, większość czytelników Margaret stanowią nastolatki: 21,6% czytelników ma od 10 do 14 lat, 30,0% od 15 do 19 lat, a 17,6% od 20 do 24 lat.

## Wybrane serie
Opracowano na podstawie źródła.
- Hadashi de bara o fume
- Gwiazda spadająca za dnia
- Maria-sama ga miteru
- Mój drogi bracie...
- Róża Wersalu
- Zetsuai 1989